# Grotte de Doña Clotilde
La grotte de Doña Clotilde (ou abri de Dame Clotilde) est un site d'art rupestre situé dans la commune d'Albarracín (comarque de la Sierra de Albarracín), dans la province de Teruel, en Aragon, en Espagne,. Cet abri sous roche, qui contient des peintures rupestres appartenant à l'Art levantin et à l'Art schématique ibérique, fait partie de l'ensemble inscrit au Patrimoine mondial de l'Unesco en 1998 sous le nom d'Art rupestre du bassin méditerranéen de la péninsule Ibérique (réf. 874-612). Il est protégé comme Bien d'Intérêt Culturel depuis 1996 (cote RI-51-0009468).

## Situation
L'abri de Dame Clotilde est situé dans la Sierra d'Albarracín, dans la zone du Paysage protégé des Pinares de Rodeno du parc culturel d'Albarracín. Il se trouve dans une zone de pinèdes comportant de nombreux affleurements rocheux parsemés de cavités naturelles.
Le site est facilement accessible depuis Albarracín par la route locale qui traverse les Pinares de Rodeno en direction de Bezas. Il y a un point d'information sur l'aire de stationnement des véhicules située au centre de la zone protégée, point de départ des sentiers balisés vers les sites de peintures rupestres situés à proximité.
Le sentier dit Arrastradero permet, par un parcours circulaire de 2,5 km, de visiter non seulement l'abri de Dame Clotilde, mais aussi l'abri de la Cocinilla del Obispo, l'abri du Arquero de los Callejones Cerrados, l'abri du Cerf, l'abri des Figuras Diversas, l'abri du Medio Caballo et l'abri des Dos Caballos.

## Historique

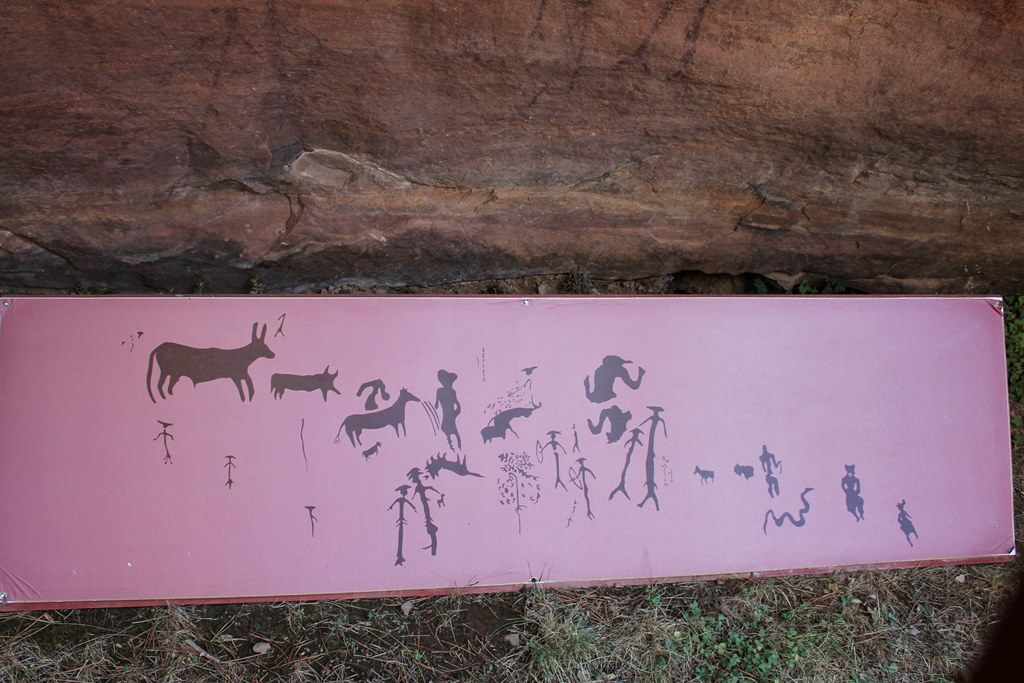
Croquis des peintures rupestres

Le préhistorien espagnol Martín Almagro Basch a découvert l'abri de Dame Clotilde en 1949.

## Description
L'abri mesure 2,10 m de haut sur 5,30 m de large. Il résulte de l'érosion exercée sur l'un des nombreux blocs de grès du Trias existant dans cette zone. La frise peinte occupe une zone allongée horizontalement, sur presque toute sa moitié inférieure proche du sol.

## Art rupestre
Une quarantaine de figures ont été répertoriées dans différentes nuances de rouge, notamment 15 quadrupèdes indéterminés et 19 figures anthropomorphes. Elles sont de différents styles, allant de l'art levantin à l'art schématique ibérique. On voit aussi des figures serpentiformes, arboriformes et géométriques, ces dernières très souvent en forme d'ancre.